# اکنون تو رفته‌ای (آلبوم)
اکنون تو رفته‌ای - آلبوم(به انگلیسی: Now You're Gone - The Album)آلبومی است که توسط خواننده سوئدی باس‌هانتر در ژوئیه ۲۰۰۸ منتشر شد. این آلبوم به زبان انگلیسی بوده و سیصد هزار نسخه از آن در پادشاهی متحده فروخته شد.
این آلبوم در نیوزلند ۱۵ هزار نسخه فروخته و دو هفته پرفروش‌ترین آلبوم نیوزلند بود

## فهرست آهنگ‌ها
1. اکنون تو رفته‌ای - ۲:۳۰
2. همه چیزی که تاکنون خواسته‌ام - ۲:۵۹
3. لطفا نرو - ۲:۵۰
4. دلم برات تنگ شده - ۳:۴۸
5. فرشته در شب - ۳:۲۳
6. در چشم‌های او - ۳:۱۴
7. بیشتر تو را دوست دارم - ۳:۵۳
8. کامیلا - ۳:۱۶
9. دختر رویاl - ۴:۲۹
10. من می‌توانم روی آب راه بروم - ۳:۴۶
11. باس کریتور - ۵:۰۳ (در اصل برای آلبوم قبلی بود)
12. روشیا پرویجت (در اصل برای آلبوم قبلی بود) - ۴:۰۵
13. Boten Anna (Originally on the album LOL <(^^,)>) - ۳:۲۹
14. دوتا (در اصل برای آلبوم قبلی بود) - ۳:۲۳ (نسخه ویدئو کلیپ- ۳:۰۵)
15. اکنون تو رفته‌ای (نسخه فونزرلی) - ۳:۱۶
16. همه چیزی که تاکنون خواسته‌ام (نسخه فونزرلی) - ۲:۳۵
17. به رینبو خوش آمدید (نسخه ویژه)
18. هارداستیال دراپ (نسخه ویژه)